# Pàvel Krussànov
Pàvel Krussànov   (Sant Petersburg, 14 d'agost de 1961), nom complet amb patronímic Pàvel Vassílievitx Krussànov, rus: Павел Васильевич Крусанов, és un destacat escriptor i prosista rus modern. És germà de l'historiador de l'avantguarda russa Andrei Krussànov.

## Biografia
Va néixer en el si d'una família d'empleats qualificats. Va passar part de la seva infància a Egipte, atès que el seu pare va treballar en la construcció de la presa d'Assuan. Es va graduar a l'Institut Pedagògic. A.I. Herzen, en l'especialitat de geografia i biologia.
Als 80 es va entusiasmar amb el rock i va participar en el grup "Abzats" (Paràgraf). Va tenir diverses feines: il·luminador en un teatre de titelles, jardiner, tècnic d'enregistrament, enginyer de publicitat, a una impremta offset. Des de 1989, va començar a treballar a editorials en tasques pròpies de l'empresa. En els mateixos anys va participar en la publicació de la revista literària samizdat «Gastronomitxéskaya subbota», rus: Гастрономическая суббота ("Dissabte gastronòmic")
A partir de 1989 és quan comença a publicar les seves obres. Des de 1992 és membre de la Unió d'Escriptors de Sant Petersburg. Ha estat guanyador del guardó de la revista "Octubre" per la novel·la "La mossegada d'un àngel", rus: Укус ангела Ukus ànguela, i finalista de premis literaris: «Severnaia Palmira» (1996), «Premi ABS» (2001), «Premi Bestseller Nacional» (2003). Col·lecciona coleòpters. Està casat i té dos fills.

## Obres
- Где венку не лечь (1990) - On la corona de flors no es marceix
- Одна танцую (1992) - Ballo sola
- Знаки отличия (1995) - Condecoracions
- Рунопевец (1997) - Cantador de runes
- Отковать траву (1999) - Forjar l'herba
- Укус ангела (2000) -  La mossegada de l'àngel , novel·la
- Бессмертник (2000) - La sempreviva
- Ночь внутри (2001) -  Nit endins , novel·la
- Бом-бом (2002) -  Bom-bom , novel·la
- Другой ветер (2002) - Un altre vent
- Действующая модель ада (2004) - El model en funcionament de l'infern, assaigs
- Калевала  (2005) - Kalevala '
- Американская дырка (2005) -  El forat americà , novel·la
- "Все прочее - литература" (2007) - Tota la resta és literatura, assaigs
- Мёртвый язык  (2009) - Llengua morta (2009), novel·la
- Ворон белый. История живых существ (2012) - El corb blanc (2012), novel·la
- Царь головы: рассказы (2014) - El rei del cap (2014), contes